# Parathesis palaciosii
Parathesis palaciosii là một loài thực vật thuộc họ Myrsinaceae. Đây là loài đặc hữu của Ecuador.